# 癌性疼痛
癌性疼痛（がんせいとうつう）とは、腫瘍細胞の浸潤により組織が損傷されたり、あるいは腫瘍に伴う種々の不快感に関連した苦痛全体を指す言葉である。がん患者の70%が痛みを経験するといわれ、その痛みは身体的苦痛だけでなく、心理的・社会的・精神的にも影響を及ぼし患者のクオリティ・オブ・ライフ(QOL)を著しく低下させる。ただし、癌性疼痛の約80%は鎮痛薬を適切に使用することによってコントロールできるとされる。
最も高度な痛みにはモルヒネなどオピオイドも用いられる。

## 成因
癌性疼痛の主な原因としては、神経因性疼痛、骨転移痛、消化管閉塞（イレウス）、腹部膨満、炎症などがある。神経因性疼痛は腫瘍細胞が神経へ直接浸潤することで生じるもので、損傷神経の支配領域において電撃痛や灼熱痛やアロディニア（触るだけで痛い状態）などを認めるものである。骨転移痛は骨転移による骨痛のみならず、関節痛、筋痛神経障害痛などが続発しておこる。また骨転移により病的骨折を起こすことがあり、これらの合併症から痛みによる日常行動の著しい制限や睡眠の障害など、患者のQOLの著しい低下を引き起こす。骨転移痛には炎症性疼痛と神経障害性疼痛（体動時痛）があり、がんの発育により原因が異なるため治療法が変わる。消化管閉塞は消化管の内腔が腫瘍により埋め尽くされるか、外側から消化管が圧迫されるかのどちらかにより通過障害が生じ、障害部位で痛みが生じるものである。腹部膨満は腹水の貯留や肝臓癌の拡大により腹膜が引き伸ばされて生じる鈍痛である。炎症では腫瘍細胞の増殖により免疫細胞が動員されて起きるもので、それらの細胞がPGE2のような発痛物質を産生することで痛みが生じる。これらの痛みの中でも、神経因性疼痛、骨転移痛、消化管閉塞にはオピオイドが効きにくいとされる。

## 治療
癌性疼痛緩和は主として、非ステロイド系抗炎症薬 (NSAIDs) やアセトアミノフェンのような非オピオイド系鎮痛薬とコデイン、モルヒネ、フェンタニルなどのオピオイド系鎮痛薬を組み合わせて治療が行われる。治療の基本方針は世界保健機関 (WHO) が定めている以下の《癌性疼痛の治療4原則》に従う。
1. 経口投与を基本とする (by mouth)
2. 時間を定めて定期的に投与する (by the clock)
3. 患者に見合った個別的な量を投与する (for the individual)
4. 患者に見合った細かい配慮をする (with attention to detail)

ここでいう「細かい配慮」とは、処方の説明や副作用に対する対策のほか、モルヒネなどの「麻薬」に対する誤解を解くことも含まれる。またWHO 三段階除痛ラダーとは次のようなものである。
- 軽度の痛み（第1段階）：非オピオイド（アスピリン、アセトアミノフェンなど）± 鎮痛補助薬
- 中等度の痛み（第2段階）：弱オピオイド（コデイン、トラマドールなど）± 非オピオイド ± 鎮痛補助薬
- 高度の痛み（第3段階）：強オピオイド（モルヒネ、フェンタニル、オキシコドンなど）± 非オピオイド ± 鎮痛補助薬

基本的に最初は第1段階（オピオイドなし）から始めて、痛みが残存するないし増強する場合は次の段階の投薬に進む。ラダーの段階は腫瘍の病期とは関係なく、疼痛の強さにより決まるものである。強オピオイドを用いる場合、治療効果や副作用の変動に応じてオピオイドの種類を変えるオピオイドローテーションを行う。また体動時痛、突発痛は安静時の投与量では制御できないためレスキュー（頓服薬としての使用）で薬量を調節する。なお、強オピオイドでの抵抗性、副作用で増量できない場合、骨転移、腹部内臓がんによる上腹部痛などに対しては、神経ブロックを検討する。

### 骨転移の疼痛緩和
骨疼痛緩和には、鎮痛剤の利用だけでなく、抗腫瘍治療の併用が必要であるとされる。なぜなら、治療がなくがんの進行を放置すると進行に伴い薬量がやがて投与できる上限に達して痛みに対応できなくなるからである。また、骨転移では放射線治療などで、原因となるがん細胞をなくすことにより、正常な骨再生によって骨折の予防が期待できるとされる。特に、脊椎転移は脊髄を圧迫し、部位により膀胱直腸障害、四肢麻痺をきたす恐れがあり、手足のしびれ感や排尿の回数が減った場合で、首や背中や腰が非常に痛ければ、その症状が出て2日以内に適正な治療が必要となる（整形外科的手術や、ステロイド薬併用放射線治療など、70パーセント以上で重大な障害は回避できるとされる）。

## 薬剤例

### 非オピオイド
- アスピリン
- ロキソプロフェン
- アセトアミノフェンなど

アスピリンやロキソプロフェンなどのNSAIDはシクロオキシゲナーゼ (COX) を阻害することで発痛物質であるプロスタグランジン (PGE2) の産生を抑えて鎮痛作用を発揮する。副作用である胃腸障害に注意する。NSAIDとアセトアミノフェンは併用可能である。
非オピオイドはオピオイドとは作用機序が異なるので、併用により相乗効果が期待できる。

### 弱オピオイド
- コデイン
- トラマドール

コデインは約10%が肝臓で代謝されてモルヒネとなり薬効を発揮する。トラマドールは鎮痛補助薬であるSNRIとしての作用もあるとされる。

### 強オピオイド
- モルヒネ
- フェンタニル
- オキシコドン

オピオイドは神経のμオピオイド受容体のアゴニストとして働くことにより鎮痛作用を発揮する。オピオイドに共通する副作用として便秘、嘔気、眠気がある。嘔気と眠気には慣れることが可能であるが、便秘は慣れて改善することはないので、必要に応じて排便を促進する酸化マグネシウムやセンノシド、ピコスルファートなどで対処する。オピオイドの作用が強すぎて呼吸抑制が出現する場合には、オピオイドの減量もしくは中止を行い、それでも改善しない場合にはナロキソンでオピオイドに拮抗する。

オピオイドローテーションの概要

痛みのない通常の人がモルヒネなどのオピオイドを使用すると精神的依存（いわゆる麻薬中毒）に陥るが、持続して痛みがある人に対して用いる分には精神的依存を形成することはないことが科学的に証明されている。必要となるオピオイドの量は個人個人で変わってくるのでそれぞれに合わせて量を調節すること（タイトレーション）が必要である。モルヒネ、フェンタニル、オキシコドンの3者は互いに変更可能であり、副作用の改善や投与経路の変更をしたいときにはこれらの間で種類を変更することができる。これをオピオイドローテーションという。例えば、経口モルヒネ製剤による便秘や吐気を改善したい場合には、フェンタニルパッチによる経皮投与への変更が有効である。ただし、拮抗性麻薬であるブプレノルフィンやペンタゾシンなどに変更すると退薬症状や疼痛の増強などをきたすので、これらの薬剤への変更は許容されない。

### 鎮痛補助薬
- クロナゼパム（抗痙攣薬）
- カルバマゼピン（抗痙攣薬）
- アミトリプチリン（三環系抗うつ薬）
- フルボキサミン（SSRI抗うつ薬）
- ミルナシプラン（SNRI抗うつ薬）など

神経因性疼痛などにはオピオイドだけでは不十分であり、鎮痛補助薬を一緒に使うとよく効くことがある。特に神経因性疼痛のうち「電気が走るような痛み」、「刺すような痛み」などの発作性の痛みには抗痙攣薬が奏功し、「しびれるような痛み」、「熱く焼けるような痛み」などの持続性の痛みには抗うつ薬が奏功するといわれる。